# Cărpineni
Cărpineni è un comune della Moldavia nel distretto di Hîncești di 10 910 abitanti al censimento del 2004.
È situato nel centro della Moldavia ed è stato fondato nel 1494. La maggior parte della popolazione è moldava, tuttavia ci sono delle minoranze di russi e ucraini. Il nome deriva dal nome di un albero, "carpeni", che cresceva in quei territori molto tempo fa. Le principali attività della popolazione sono l'agricoltura e l'allevamento del bestiame.

## Località
Il comune è formato dall'insieme delle seguenti località (popolazione 2004):
- Cărpineni (9 954 abitanti)
- Horjești (956 abitanti)